# Storavan
O Storavan (  pronúncia) é um lago da província histórica da Lapónia, no Norte da Suécia. Está situado nas comunas de Arjeplog e Arvidsjaur, no condado de Norrbotten.
Tem uma área de 183 km², uma profundidade máxima de 21 m, e está situado a 418 m acima do nível do mar. Fica localizado na bacia hidrográfica do rio Skellefte. Forma juntamente com os lagos Hornavan e Uddjaure um importante depósito de água utilizado na produção de energia elétrica. Tem muitas ilhas. Existem vestígios de vários sítios habitados da Idade da Pedra.